# Samira Bellil
Samira Bellil (Alger, 1973 - París, 2004) fou una animadora sociocultural, va ser coneguda pel seu llibre Dans l'enfer des tournantes (Éditions Denoël, 2002).

## Biografia
Va néixer a Algèria, filla d'una empleada de la llar i d'un obrer. En un barri de la ciutat francesa de Sena Saint-Denis, va ser sotmesa a violacions grupals per primer cop als 14 anys, quan el seu xicot va lliurar-la a un grup d'amics. Va denunciar als seus violadors, i va haver d'abandonar el seu barri. El seu violador va ser condemnat a vuit anys de presó i ella va caure en la droga i en l'alcohol. Va seguir una llarga teràpia de rehabilitació i va col·laborar amb una associació que lluitava per la reinserció de dones basant-se en la seva experiència.
Bellil va ajudar a fundar un grup activista de dones joves anomenat Ni Putes Ni Soumises que tracta públicament el tema de la violència contra les dones joves a l'Estat francès. El grup va cridar l'atenció de la premsa europea perquè va organitzar marxes i conferències de premsa a fi d'atendre els tràgics esdeveniments que patien les dones joves. Va denunciar les violacions de bandes de joves masclistes i va descriure com havia superat les seves experiències traumàtiques i la necessitat de venjança. En el seu llibre denuncia la violència sexual, trivialitzada en alguns suburbis, on algunes joves sofreixen violacions col·lectives, que no s'atreveixen a denunciar, causant-los greus problemes psicològics.
En gran manera mercès al llibre de Bellil, i a l'activisme de Ni Putes Ni Soumises, el govern francès i l'alcaldia de París van començar a investigar el problema de la violència contra les dones joves a les comunitats musulmanes franceses.
Va morir el 7 de setembre de 2004, a l'edat de 31 anys, a causa d'un càncer d'estómac.